# Даніка Ярош
Даніка Ярош (англ. Danika Yarosh, нар. 1 жовтня 1998, Моррістаун, Нью-Джерсі) — американська акторка. Вона з'явилася в серіалі Showtime «Безсоромні» і в серіалі NBC «Герої: Відродження». Вона зіграла разом з Том Круз у фільмі «Джек Річер: Не відступай» (2016).

## Біографія
Ярош народилася 1 жовтня 1998 року в Моррістаун, Нью-Джерсі, в сім'ї Віктора та Лінди Ярош. У неї є троє братів і сестер, старша сестра Аманда, яка також грає в ролі, старший брат Ерік і молодший брат Пітер. Її батько колишній військовослужбовець Повітряні сили США. Вона також провела свої перші роки в Бедмінстері, штат Нью-Джерсі, зі своєю сім'єю.
Вона почала вивчати акторську майстерність і танці, спочатку з’явившись Оф-Бродвей, а потім виграла роль танцівниці балету Карен у Бродвейський постановці Біллі Елліот в Імперському театрі 2009 року, коли їй було 10 років.

## Фільмографія
| рік       | Українська назва                    | Оригінальна назва                 | роль                              |
| --------- | ----------------------------------- | --------------------------------- | --------------------------------- |
| 2004      | Степфордські дружини                | The Stepford Wives                | Child in town fair                |
| 2010      | Історії про привидів знаменитостей  | Celebrity Ghost Stories           | Young Daryl                       |
| 2010–2015 | Закон і порядок: Спеціальний корпус | Law & Order: Special Victims Unit | Ariel Thornhill/Nicole Goshgarian |
| 2011      | 30 потрясінь                        | 30 Rock                           | School Girl                       |
| 2011      | Різдвяний весільний хвіст           | A Christmas Wedding Tail          | Madison                           |
| 2012      | На очах                             | In Plain Sight                    | Bonnie Arnett/Bonnie Wilson       |
| 2012      | Відплата                            | Retribution                       | Ashlee Simmons                    |
| 2012      | Колір часу                          | The Color of Time                 | Irene                             |
| 2013      | 1600 Пенн                           | 1600 Penn                         | Jessica                           |
| 2013–2014 | Теле-тато у відставці               | See Dad Run                       | Olivia                            |
| 2014–2015 | Безсоромні                          | Shameless                         | Holly Herkimer                    |
| 2015–2016 | Герої: Відродження                  | Heroes Reborn                     | Malina Bennett                    |
| 2016      | Джек Річер: Не відступай            | Jack Reacher: Never Go Back       | Samantha Dutton                   |
| 2017      | Поліція Чикаго                      | Chicago P.D.                      | Ellie Olstern                     |
| 2018      | Сезон чудес                         | The Miracle Season                | Caroline "Line" Found             |
| 2018      | Задні дороги                        | Back Roads                        | Ashlee                            |
| 2019-2020 | Теплична академія                   | Greenhouse Academy                | Brooke Osmond                     |
| 2019      | Смертельний перемикач               | Deadly Switch                     | Monica                            |
| 2019      | Судна ніч                           | The Purge                         | Kelen Stewart                     |